# Merpati Nusantara-vlucht 9760
Merpati Nusantara Airlines-vlucht 9760 was een passagiersvlucht die op 2 augustus 2009 neerstortte in de buurt van de Indonesische plaats Oksibil in Papoea.
Het vliegtuig, een de Havilland Canada DHC-6 Twin Otter 300 van de Indonesische maatschappij Merpati Nusantara Airlines, was op weg van het vliegveld Sentani Airport, Jayapura naar Oksibil Airport, Oksibil, maar stortte enkele kilometers van Oksibil neer.
Alle zestien inzittenden kwamen hierbij om het leven. Alle slachtoffers waren van Indonesische afkomst.

## Vliegtuig
Het vliegtuig, een de Havilland Canada DHC-6 Twin Otter met registratienummer PK-NVC was een 30 jaar oud vliegtuig en was niet uitgerust met een flightdatarecorder.